# James Butler, V conde de Ormond
James Butler, V conde de Ormond, I conde de Wiltshire KG (24 de noviembre de 1420 – 1 de mayo de 1461) fue un noble y militar anglo-irlandés. Butler era un Lancastriano acérrimo y seguidor de la Reina consorte Margarita de Anjou durante las Guerras de las Rosas. Fue decapitado por los Yorkistas tras la Batalla de Towton.

## Familia
James Butler, nacido el 24 de noviembre de 1420, era el primogénito de James Butler, IV conde de Ormond, y su primera mujer, Joan de Beauchamp, Condesa de Ormond (f. 3 o 5 de agosto de 1430). Tuvo dos hermanos menores, John y Thomas, así como dos hermanas, Elizabeth Butler, casada con John Talbot, II conde de Shrewsbury, y Anne Butler (f. 4 de enero de 1435), cuyo matrimonio se había acordado con Thomas Fitzgerald, VII conde de Desmond, aunque finalmente parece no haber tenido lugar.

## Carrera

Irlanda en 1450 mostrando el condado de Ormond.

Fue nombrado Conde de Wiltshire, en la Nobleza de Inglaterra, por Enrique VI el 8 de julio de 1449, por su fidelidad a la Casa de Lancaster. En 1451 fue nombrado Señor Diputado de Irlanda; al año siguiente sucedió a su padre como conde de Ormond y fue nombrado además Lord Teniente para diez años. En 1454, fue constituido Lord Alto Tesorero de Inglaterra y Caballero de la Jarretera en 1459.
Por virtud de los derechos de su mujer, Avice, en el manor de Frome fue patrón de San Andrés en la iglesia parroquial en Frome en las reuniones de 1452, 1453 y 1458.
Con el estallido de las Guerras de las Rosas, Wiltshire luchó en el bando Lancastriano, siendo uno de los más decididos partidarios de Margarita de Anjou. Reclutó un importante contingente de tropas irlandesas gaélicas para servir en Inglaterra. Participó en la Primera batalla de St Albans en 1455, en Wakefield en 1460, en la Batalla de Mortimer's Cross en 1461 y en la Batalla de Towton.

## Muerte
Murió el 1 de mayo de 1461, decapitado en Newcastle por los Yorkistas tras la estrepitosa derrota de los lancastrianos en Towton. Ha sido descrito por Dan Jones (The Hollow Crown) como "quizás el mayor cobarde de su generación, (habiendo) previamente huido de la primera batalla de St.Albans y de la batalla de Mortimer's Cross.".
Fue sucedido por su hermano, John Butler, VI conde de Ormond.

## Matrimonios e hijos
Se casó en primer lugar con Avice Stafford (1423-1457), hija y heredera de Sir Richard Stafford y Maud Lovell, hija y heredera de Robert Lovell.
Se casó en segundas nupcias con Eleanor Beaufort (1431-1501), hija de Edmund Beaufort, II Duque de Somerset y Eleanor Beauchamp.

## Aspecto y carácter
El Conde de Wiltshire fue descrito como el hombre más guapo en el Reino y como Gregory registra, en la primera batalla de St Albans en 1455, Wiltshire "luchó principalmente con los tacones, ya que tenía miedo de perder su belleza"; prudentemente, se había quitado su armadura y la había escondido en una cuneta, portando un hábito de monje.